# 黄楚基
黄楚基，JP（？—），男，汉族，香港親政府派（傳統親中派）政治人物，现任香港侨界社团联会会长，全国侨联常委。
他是第十三、十四届全国政协香港委员，亦是游達榮馬房賽駒「蹺妙」的馬主團體成員。